# Bairdstrandläufer
Der Bairdstrandläufer (Calidris bairdii) ist eine Art aus der Familie der Schnepfenvögel. Die IUCN stuft den Bairdstrandläufer als ungefährdet (least concern) ein. Der Bestand wird von der IUCN auf 300.000 geschlechtsreife Individuen geschätzt.

## Erscheinungsbild
Der Bairdstrandläufer erreicht eine Körperlänge von 14 bis 17 Zentimeter. Die Flügelspannweite beträgt 40 bis 45 Zentimeter. Das Gewicht variiert zwischen 35 und 40 Gramm.
Bairdstrandläufer haben im Prachtkleid einen dunklen Oberkopf, Nacken und Mantel. Alle Federn weisen einen rötlich-braunen Saum auf. Die Wangen sind weiß mit einer auffälligen rötlichbraunen Streifung. Die Kehle ist weiß. Die Brust ist rötlichbraun mit kastanienfarbenen bis braunen Streifen. Der Bauch und die Unterschwanzdecken sind weiß. Die Federn der Körperoberseite sind braun mit einem helleren rötlich-braunen Saum. Im Schlichtkleid sind Bairdstrandläufer blasser gefiedert und wirken insgesamt graubraun. Der Schnabel ist dünn, gerade und schwarz, die Iris ist dunkelbraun. Die Beine und Füße sind schwarz.
Jungvögel haben einen rötlichbraunen Kopf und Brust, aber eine stärker gestreifte Brust als adulte Vögel. Durch die breiten, hell rötlichbraunen Säume wirkt der Rücken stärker geschuppt. Die Dunenküken sind auf der Körperoberseite grau und dunkelbraun gefleckt.

## Verbreitungsgebiet
Das Verbreitungsgebiet des Bairdstrandläufer reicht von Ostrussland bis in den Westen Grönlands. Im Einzelnen gehören zu den Brutgebieten die Tschuktschenhalbinsel, die Wrangelinsel, der nordamerikanische Kontinent vom Norden Alaskas bis zur Baffininsel und der Nordwesten Grönlands. Während der Winterhalbjahrs halten sie sich in Südamerika südlich des Äquators auf.
Der Bairdstrandläufer präferiert als Lebensraum die trockenere Tundra, wo er sich häufig an Seeufer und im Marschland aufhält. Er ist außerdem häufig an der Küste zu beobachten.

## Lebensweise

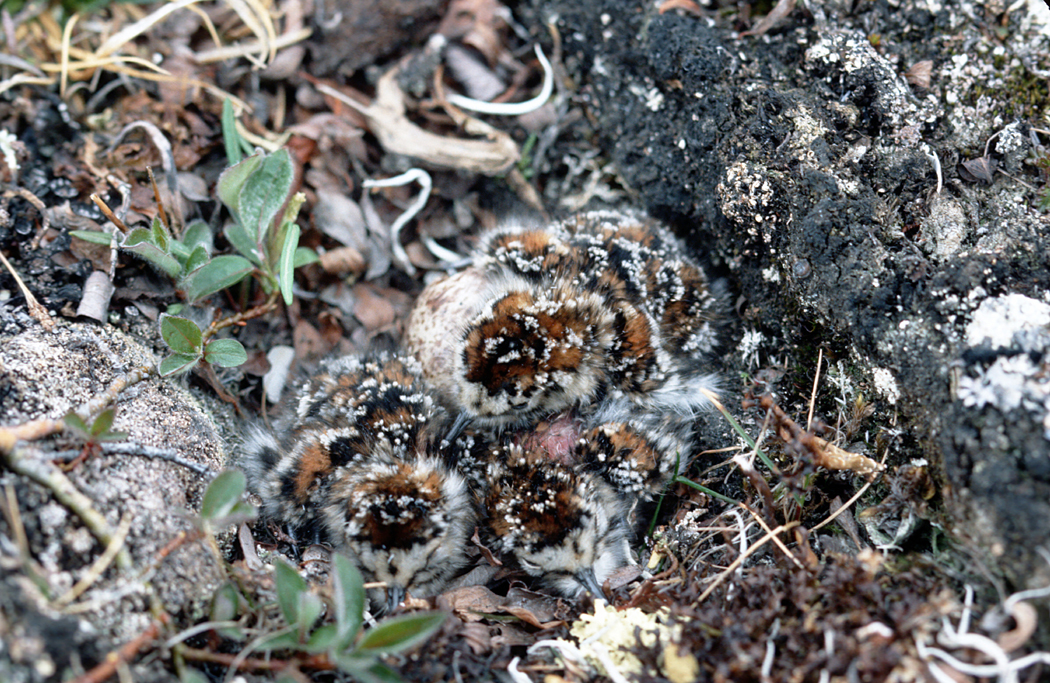
Küken des Bairdstrandläufer, durch ihr geflecktes Gefieder gut versteckt

Der Bairdstrandläufer ernährt sich überwiegend von Wirbellosen. Diese pickt er auf, wenn er in schnellem Gang durch flaches Wasser watet. Gelegentlich hält er inne, um im feuchten Untergrund zu stochern.
Während des Winterhalbjahres lebt er gesellig, allerdings ist dieses Verhalten weniger ausgeprägt als bei anderen Calidris-Arten. In der Regel umfassen die Schwärme nicht mehr als zwanzig bis dreißig Individuen. Im Brutgebiet konkurrieren die Männchen um Brutreviere. Männchen mit einem etablierten Brutrevier kreisen über ihrem Revier und rufen dabei laut. Rivalen droht er mit gesenktem Kopf, dabei ist der Schnabel waagrecht nach vorne gestreckt und die Federn gesträubt.
Bairdstrandläufer gehen eine monogame Saisonehe ein. Das Nest ist eine flache Mulde zwischen Kieseln oder zwischen Pflanzenbüscheln. Das Gelege besteht aus vier Eiern. Diese sind blassgrau, cremefarben bis dunkel-olivfarben oder rotbraun mit dunklen oder rötlichen Flecken. Die Brutzeit beträgt 15 bis 20 Tage. Sie sind mit 15 bis 20 Tage flügge und kurz danach selbständig. Sie sind im Alter von ein oder zwei Jahre geschlechtsreif.

## Etymologie und Forschungsgeschichte
Die Erstbeschreibung des Bairdstrandläufers erfolgte 1861 durch Elliott Coues unter dem wissenschaftlichen Namen Actodromas (Actodromas) Bairdii. Das Typusexemplare stammten  aus Nordamerika, östliche der Rocky Mountains. 1804 führte Blasius Merrem die neue Gattung Calidris ein. Dieser Name ist ein griechisches Ursprungs »καλιδρις, σκαλιδρις calidris, skalidris« und bedeutet »gesprenkelt« ein Name den Aristoteles für ein nicht identifizierten graufarbigen Wasservogel verwendete. Der Artname »bairdii« ist Spencer Fullerton Baird gewidmet.

## Belege

### Einzelbelege
1. ↑  Factsheet auf BirdLife International
2. ↑  Sale, S. 179
3. ↑  Sale, S. 179
4. ↑  Sale, S. 180
5. ↑  Sale, S. 180
6. ↑  Elliott Coues (1861), S. 194–197.
7. ↑  Blasius Merrem, S. 542.
8. ↑  Calidris The Key to Scientific Names. Edited by James A. Jobling
9. ↑  Elliott Coues (1861), S. 197.